# Halat

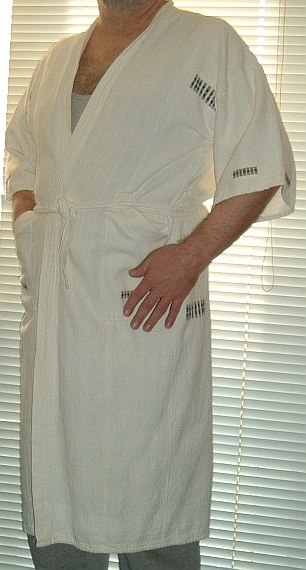
Exemplu de halat de baie.

Un halat este un tip de îmbrăcăminte care acoperă aproape tot corpul, are mâneci lungi, și uneori o centură la talie pentru a îl susține. Se termină de obicei la genunchi și poate avea buzunare laterale.
Utilizarea cea mai frecventă este pe post de halat de baie, unde este utilizat pentru ca persoana care îl poartă să se usuce sau să se protejeze de frig înainte sau după o baie, un duș, după înot, etc. Se îmbracă precum un mantou și se poartă cu părțile laterale încrucișate/suprapuse.
Este utilizat uneori în anumite sporturi ca îmbrăcăminte înainte și după prestație, precum în box, înot, etc.